# Décio Leal
Décio Leal de Zagottis (Itapetininga, 31 de janeiro de 1940 — São Paulo, 14 de abril de 1996) foi um engenheiro e político brasileiro.
Formou-se em engenharia civil pela Escola Politécnica da Universidade de São Paulo em 1962.
Foi indicado à então recém criada Secretaria Especial da Ciência e Tecnologia, com prerrogativas de ministro, no governo José Sarney, em 3 de abril de 1989. Em dezembro do mesmo ano, a pasta foi transformada no Ministério da Ciência e Tecnologia. Permaneceu no cargo até 14 de março de 1990. Na eleição presidencial de 1994, apoiou publicamente o presidente Fernando Henrique.
Faleceu em São Paulo no dia 14 ou 16 de abril de 1996.